# لیدژه
لیدژه (به لاتین: Lidzhe) یک منطقهٔ مسکونی در روسیه است که در داغستان واقع شده‌است.